# Dariusz Maciejewski
Dariusz Maciejewski (ur. 8 marca 1964) – polski trener koszykówki, obecnie trener drużyny AZS AJP Gorzów Wielkopolski.
Jest trenerem koszykówki od 1990. Od początku kariery trenerskiej jest zatrudniony w Gorzowie Wielkopolskim (z przerwą we Wrocławiu, gdzie był trenerem Ślęzy i Dekoralu), gdzie rozpoczynał jako zawodnik i asystent trenera męskiej drużyny Akori Gorzów Wielkopolski. Od 2001 jest trenerem gorzowskiej drużyny koszykarek z którymi awansował do I ligi, a później do ekstraklasy.
W latach 2009–2012 był trenerem kobiecej reprezentacji Polski. Wcześniej w kadrze był asystentem Krzysztofa Koziorowicza, był również trenerem reprezentacji Polski kobiet do lat 20 oraz kadry uniwersjadowej (3. miejsce na Uniwersjadzie w Bangkoku) w 2007.

## Osiągnięcia

### Zawodnicze
- Awans do II ligi z ZBR Wartą Gorzów Wielkopolski (1992)

### Trenerskie

#### Koszykówka męska
- Mistrzostwo III ligi męskiej (1991)
- Awans do II ligi z ZBR Wartą Gorzów Wielkopolski (1992)

#### Koszykówka żeńska
Klubowe
- Wicemistrzostwo Polski (2009, 2010, 2019, 2024[2])
- Brąz mistrzostw Polski (2008, 2011, 2020, 2021, 2023[3])
- Finał Pucharu Polski (2023)[4]
- Awans do:
  - PLKK (2004)
  - I ligi (2001)
- Akademickie mistrzostwo Polski (2002, 2003, 2008, 2011)
- Akademickie wicemistrzostwo Polski (2004, 2012)

Kadra
- Akademickie mistrzostwo Europy (2006)
- Akademickie wicemistrzostwo Europy (2004, 2005)
- Brąz uniwersjady (2007)
- Trener kadry podczas:
  - mistrzostw Europy (2011 – 11. miejsce)
  - uniwersjady (2005 – 7. miejsce, 2007, 2009 – 5. miejsce, 2011 – 15. miejsce)

Młodzieżowe
- Mistrzostwo Polski:
  - juniorek (1998)
  - kadetek (1997)
- Wicemistrzostwo Polski juniorek (1997, 2001)

Indywidualne
- Trener:
  - roku:
    - Energa Basket Ligi Kobiet (2023)[5]
    - województwa:
      - Gorzowskiego (1998)
      - Lubuskiego (2003, 2011)

  - 60-lecia Województwa Lubuskiego 1945-2005 (2005)
  - Miasta Gorzowa (2002, 2004, 2005)
- Laureat srebrnej odznaki Za Zasługi dla Sportu (2013)